# جیانپائولو کاستورینا
جیانپائولو کاستورینا (انگلیسی: Gianpaolo Castorina؛ زادهٔ ۳۰ اوت ۱۹۷۶) بازیکن فوتبال اهل ایتالیا است.
از باشگاه‌هایی که در آن بازی کرده‌است می‌توان به باشگاه فوتبال لودیجیانی کالچو، باشگاه فوتبال ویرتوس انتلا، باشگاه فوتبال آنکونا، باشگاه فوتبال روبور سیه‌نا، باشگاه فوتبال مونتسا، باشگاه فوتبال آ.ث. میلان، و باشگاه فوتبال اتلتیکو آرتزو اشاره کرد.
وی همچنین در تیم‌های ملی فوتبال بازی کرده‌است.